# Самосуверенна ідентичність

Зв'язок між сутностями, ідентифікаторами та атрибутами/ідентифікаторами

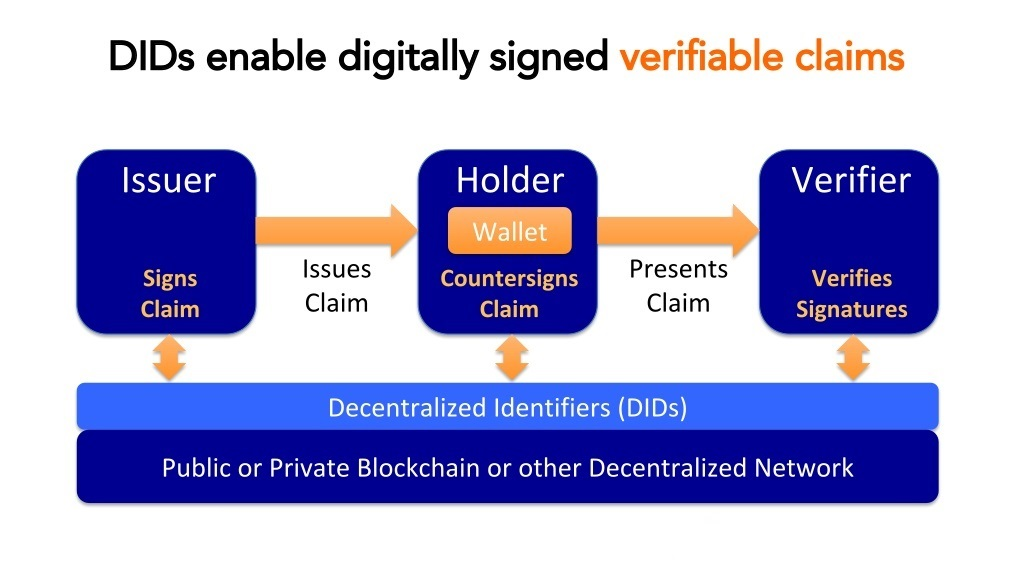
Децентралізовані ідентифікатори (DID) можуть використовуватися для надання самосуверенних ідентичностей.

Самосуверенна ідентичність (ССІ) – це підхід до цифрової ідентифікації, який дає людям контроль над своїми цифровими ідентифікаторами.
ССІ вирішує труднощі встановлення довіри під час взаємодії. Щоб отримати довіру, одна сторона під час взаємодії надає облікові дані іншим сторонам, і ці довіряючі сторони можуть перевірити, що облікові дані надійшли від емітента, якому вони довіряють. Таким чином, довіра верифікатора до емітента передається власнику облікових даних. Цю базову структуру ССІ з трьома учасниками іноді називають «трикутником довіри».
Загальновизнано, що для того, щоб система ідентифікації була самосуверенною, користувачі контролюють перевірні облікові дані, які вони мають, і для використання цих облікових даних потрібна їхня згода. Це зменшує ненавмисне поширення особистих даних користувачів. Це контрастує з парадигмою централізованої ідентичності,  де ідентичність надається якимось зовнішнім суб’єктом.
У системі ССІ власники створюють і контролюють унікальні ідентифікатори, які називаються децентралізованими ідентифікаторами. Більшість систем ССІ є децентралізованими, де облікові дані керуються за допомогою криптовалютних гаманців і перевіряються за допомогою криптографії з відкритим ключем, закріпленого на розподіленому реєстрі. Облікові дані можуть містити дані з бази даних емітента, обліковий запис у соціальній мережі, історію транзакцій на сайті електронної комерції або атестацію від друзів чи колег.

## ССІ в Європейському Союзі

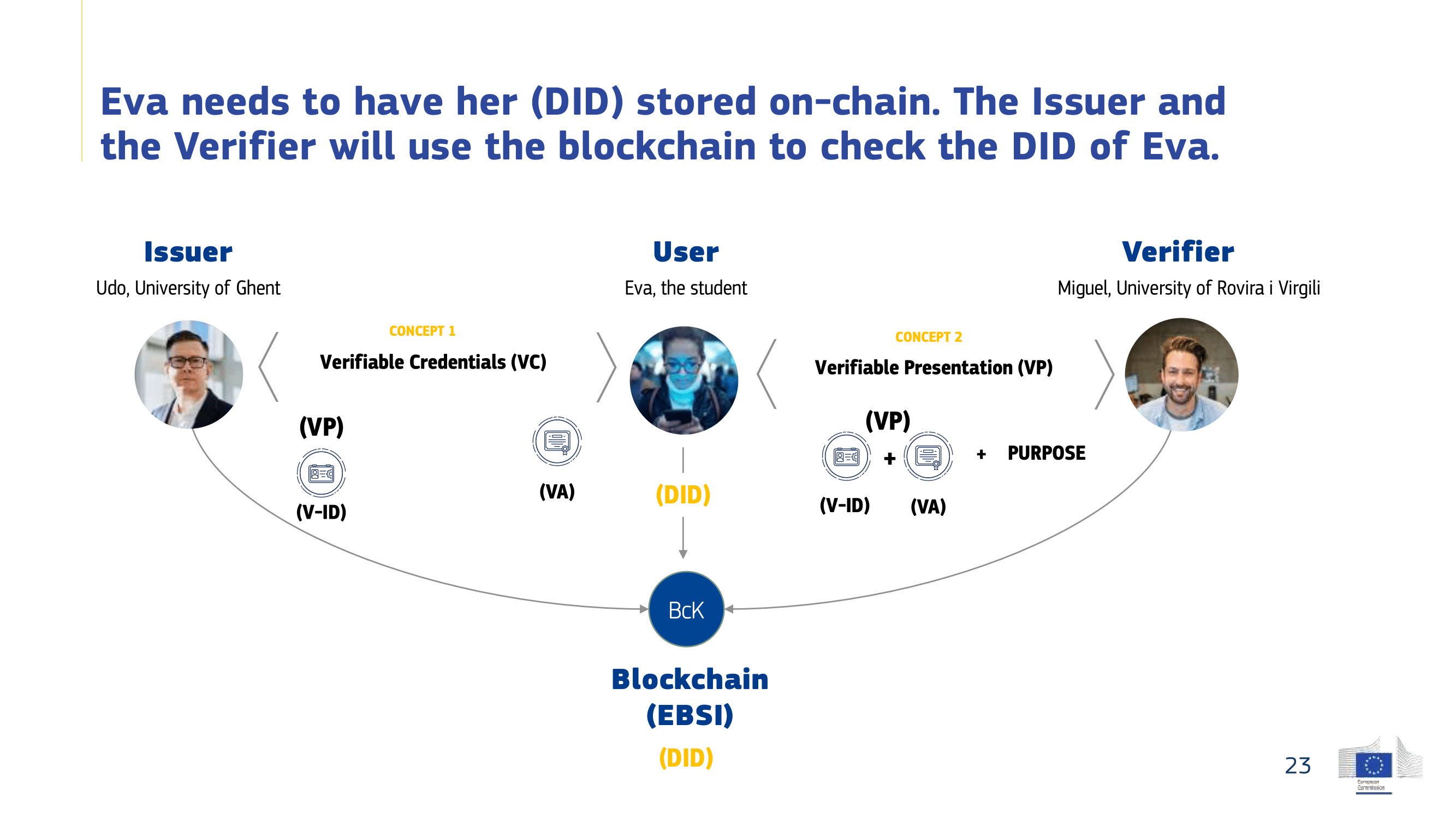
Приклад ССІ студента

Європейський Союз створює сумісну з eIDAS Європейську самосуверенну систему ідентифікації (ESSIF). ESSIF використовує децентралізовані ідентифікатори і європейську інфраструктуру послуг блокчейн.